# Ново-Петровский район
Ново-Петровский район — административно-территориальная единица в составе Московской области РСФСР, существовавшая в 1929—1959 годах.
Ново-Петровский район был образован 12 июля 1929 года в составе Московского округа Московской области. В его состав вошли следующие сельсоветы бывшей Московской губернии:
- из Воскресенского уезда:
  - из Мамошинской волости: Бельский, Давыдковский, Деньковский, Ивойловский, Мамошинский, Покровский, Рождественский, Скирмановский, Шиловский
  - из Никольской волости: Никольский, Огарковский, Онуфриевский, Сафониховский, Шеинский
  - из Новопетровской волости: Верхне-Васильевский, Долевский, Кореньковский, Марьинский, Назаровский, Петровский, Покоевский, Троицкий, Чудцевский, Ядроминский, национальный колонии имени Томпа
- из Клинского уезда:
  - из Петровской волости: Наговский
  - из Спас-Нудольской волости: Вертковский, Новинский, Нудольский, Семенковский, Тиликтинский
- из Хотебцовской волости Можайского уезда: Грулевский, Немировский.

20 мая 1930 года Немировский с/с был передан Волоколамскому району, а Грулёвский с/с — Рузскому району.
На 1 января 1931 года территория района составляла 732 км², а население — 20 505 человек. Район включал 31 сельсовет и 194 населённых пункта.
24 января 1931 был упразднён национальный с/с колонии им. Томпа.
27 сентября 1932 года из Солнечногорского района в Новопетровский был передан Поджигородовский с/с.
21 июня 1935 года из Истринского района в Новопетровский был передан Верхуртовский с/с.
5 апреля 1936 года были упразднены Давыдковский, Назаровский и Новинский с/с.
4 апреля 1939 года Бельский с/с был переименован в Первомайский. 17 июля были упразднены Кореньковский, Мамошинский, Марьинский, Наговский, Огарковский, Поджигородовский (территория передана в Тиликтинский с/с), Сафониховский и Троицкий с/с. 4 октября был упразднён Ивойловский с/с.
12 декабря 1949 года Шеинский с/с был переименован в Бочкинский.
На 1 января 1953 года в районе было 20 сельсоветов: Бочкинский, Верхне-Васильевский, Вертковский, Верхуртовский (центр — с. Зыково), Деньковский, Долевский (центр — с. Савельево), Никольский, Нудольский (центр — с. Спас-Нудоль), Онуфриевский, Первомайский, Петровский, Покоевский, Покровский, Рождественский, Семенковский, Скирмановский, Тиликтинский, Чудцевский (центр — с. Пречистое), Шиловский (центр — с. Ивойлово), Ядроминский.
14 июня 1954 года были упразднены Бочкинский (территория передана в Онуфриевский с/с), Верхне-Васильевский (территория передана в Савельевский с/с), Верхуртовский (территория передана в Савельевский с/с), Долевский (территория передана в Савельевский с/с), Первомайский (территория передана в Ядроминский с/с), Покоевский (территория передана в Савельевский с/с), Покровский (территория передана в Никольский с/с), Семенковский (территория передана в Нудольский с/с), Скирмановский (территория передана в Рождественский с/с), Чудцевский (территория передана в Нудольский с/с) и Шиловский (территория передана в Рождественский с/с) с/с. Образован Савельевский (путём объединения Верхне-Васильевского, Верхуртовского, Долевского и Покоевского с/с) с/с.
3 июня 1959 года упразднён. Его территория в полном составе была передана в Рузский район.